# Mata Larga, Paso del Macho
Mata Larga är en ort i Mexiko.   Den ligger i kommunen Paso del Macho och delstaten Veracruz, i den sydöstra delen av landet, 260 km öster om huvudstaden Mexico City. Mata Larga ligger 325 meter över havet och antalet invånare är 181.
Terrängen runt Mata Larga är platt österut, men västerut är den kuperad. Runt Mata Larga är det ganska tätbefolkat, med 172 invånare per kvadratkilometer. Närmaste större samhälle är Cuitláhuac, 6,4 km söder om Mata Larga. Omgivningarna runt Mata Larga är en mosaik av jordbruksmark och naturlig växtlighet.